# Männerturnverein Stuttgart 1843 2015-2016
Questa voce raccoglie le informazioni riguardanti il Männerturnverein Stuttgart 1843 nelle competizioni ufficiali della stagione 2015-2016.

## Organigramma societario
Area direttiva
- Presidente: Tim Zimmermann

Area organizzativa
- General manager: Bernhard Lobmüller

Area tecnica
- Allenatore: Guillermo Hernández
- Allenatore in seconda: Giannīs Athanasopoulos
- Scout man: Sebastian Chevallier, Andreas Bühler

Area sanitaria
- Medico: Andreas Hans Hoffmann
- Fisioterapista: Mareike Böhm, Pia Wilke

## Rosa
| N° | Nome               | Ruolo | Data di nascita  | Nazionalità sportiva |
| -- | ------------------ | ----- | ---------------- | -------------------- |
| 1  | Jelena Wlk         | S     | 16 aprile 1993   | Germania             |
| 2  | Femke Stoltenborg  | P     | 30 luglio 1991   | Paesi Bassi          |
| 3  | Micheli Pissinato  | C     | 28 marzo 1984    | Brasile              |
| 4  | Valerie Nichol     | P     | 29 aprile 1993   | Stati Uniti          |
| 5  | Kim Renkema        | S     | 28 giugno 1987   | Paesi Bassi          |
| 6  | Victoria Seeber    | S/O   | 14 aprile 1997   | Germania             |
| 7  | Renáta Sándor      | S     | 15 dicembre 1990 | Ungheria             |
| 8  | Kaja Grobelna      | S/O   | 4 gennaio 1995   | Belgio               |
| 9  | Caroline Jarmoc    | C     | 16 giugno 1991   | Canada               |
| 10 | Stevi Robinson     | L     | 15 ottobre 1989  | Stati Uniti          |
| 11 | Tamari Miyashiro   | L     | 8 luglio 1987    | Stati Uniti          |
| 11 | Lisa Thomsen       | L     | 20 agosto 1985   | Germania             |
| 12 | Deborah van Daelen | S/O   | 24 marzo 1989    | Paesi Bassi          |
| 14 | Julika Hoffmann    | P     | 25 maggio 1988   | Germania             |
| 15 | Nichole Lindow     | C     | 6 agosto 1992    | Stati Uniti          |
| 16 | Michaela Mlejnková | S     | 26 luglio 1996   | Rep. Ceca            |
| 17 | Julia Wenzel       | S     | 12 gennaio 1998  | Germania             |
| 18 | Mari Hole          | S     | 3 agosto 1990    | Norvegia             |